# Comté de Franklin (Mississippi)
Pour les articles homonymes, voir Comté de Franklin.
Le comté de Franklin est situé dans l’État du Mississippi, aux États-Unis. Il comptait 7 675 habitants en 2020. Son siège est Meadville.